# Monolith of Death Tour '96–'97
Monolith of Death Tour '96-'97 — перший відеоальбом американського дез-метал-гурту Cannibal Corpse. Спочатку він вийшов у 1997 році на VHS, але через п'ять років був перевиданий на DVD в 2002 році. До нього увійшли кадри з різних концертів під час туру Monolith of Death Tour.

## Список композицій
1. Perverse Suffering
2. Monolith
3. Pulverized
4. Fucked With a Knife
5. Bloodlands
6. Gutted
7. A Skull Full of Maggots
8. Mummified In Barbed Wire
9. Orgasm Through Torture
10. Devoured by Vermin
11. Stripped, Raped and Strangled
12. Hammer Smashed Face

Треки 1–4:Запис зроблено 10 жовтня 1996 року, в Краків, Польща

Трек 5: Запис зроблено 3 лютого 1997 року в Берклі, Каліфорнія

Треки 6–7: Запис зроблено 4 червня 1996 року у Монреаль, Квебек

Треки 8–10: Запис зроблено 2 лютого, 1997, в Голлівуд, Каліфорнія

Треки 11–12: Запис зроблено 18 Квітня, 1996, в Сан-Франциско, Каліфорнія

## Додатковий контент до альбому
- Бонусні кадри з інтерв'ю
- Дискографія гурту
- Фотогалерея
- Нецензуроване відео на пісню «Devoured by Vermin»